# Moisès Broggi
Moisès Broggi i Vallès (ur. 18 maja 1908, zm. 31 grudnia 2012 w Barcelonie) – kataloński lekarz i pacyfista, członek Brygad Międzynarodowych w okresie wojny domowej w Hiszpanii.
Urodzony w 1908 w Barcelonie. Studiował medycynę na Uniwersytecie w Barcelonie, studia ukończył w 1931, specjalizował się w chirurgii.
Podczas hiszpańskiej wojny domowej brał udział w obronie legalnego rządu republikańskiego, angażując się jako główny chirurg zespołu medycznego Brygad Międzynarodowych. Broggi Moisès, po zakończeniu wojny kontynuował pracę, najpierw w Terrassie a później w różnych ośrodkach w Barcelonie. W trakcie swojej kariery został mianowany przewodniczącym Komitetu Związku Etyki Medycznej i był członkiem założycielem organizacji Lekarze przeciw Wojnie Nuklearnej.
W 1966 został członkiem Królewskiej Akademii Medycznej w Katalonii, a jej prezydentem w 1980.